# Maurice Cassez
Pour les articles homonymes, voir Cassez.
Maurice Cassez, né le 7 octobre 1897 à La Couture et mort le 5 mai 1979 à Lomme, est un homme politique français.

## Biographie
Maurice Louis Josué Joseph Cassez est né le 7 octobre 1897 à La Couture, fils de Victor Edmond Cassez (cultivateur) et de Blanche Marie Louise Hernu. Il se marie le 19 mai 1925 à Locon avec Marie-Louise Coralie Joseph Genel. Il est mort le 25 mai 1979 à Locon.
Agriculteur, puis expert agricole et foncier, il participe aux combats de la première guerre mondiale et obtient la médaille militaire et la croix de guerre.
Conseiller municipal « démocrate-chrétien » de Locon en 1931, il devient maire de cette ville en 1945.
Candidat sans étiquette, mais soutenant Charles de Gaulle et affichant un anti-communisme virulent, il est élu député en 1958. Il siège alors au sein du groupe « Républicain populaire et centre démocratique », qui rassemble notamment les élus du MRP.
Bien que soutenant l'essentiel des grandes décisions du gouvernement, il vote pour la motion de censure contre Georges Pompidou qui provoque, en 1962, la dissolution de l'Assemblée nationale.
Investi par le MRP aux élections législatives de 1962, il subit le maintien au second tour du candidat gaulliste, et perd son mandat au profit du communiste Edouard Carlier.
Il se consacre alors à son mandat de maire, et à celui, acquis en 1961, de conseiller général.
Il quitte ensuite progressivement la vie politique : le conseil général d'abord en 1967, puis la mairie de Locon en 1971.

## Distinctions
- Titulaire de la médaille militaire et de la croix de guerre 1914-1918 avec palme et quatre étoiles.
- Chevalier de la Légion d'honneur.
- Chevalier du Mérite agricole.
- Décoré de l’ordre du Mérite de la République fédérale d'Allemagne de première classe pour son engagement en faveur des jumelages franco-allemands.